# Гантаун (Міссісіпі)
Гантаун (англ. Guntown) — місто (англ. town) в США, в окрузі Лі штату Міссісіпі. Населення — 2410 осіб (2020).

## Географія
Гантаун розташований за координатами 34°26′43″ пн. ш. 88°39′50″ зх. д. / 34.44528° пн. ш. 88.66389° зх. д. (34.445155, -88.663852).  За даними Бюро перепису населення США в 2010 році місто мало площу 12,10 км², з яких 12,07 км² — суходіл та 0,03 км² — водойми.

## Демографія
Згідно з переписом 2010 року, у місті мешкали 2083 особи в 759 домогосподарствах у складі 564 родин. Густота населення становила 172 особи/км².  Було 830 помешкань (69/км²).
Расовий склад населення:
| - 79,2 % — білих - 16,7 % — чорних або афроамериканців - 0,4 % — азіатів - 0,1 % — корінних американців - 1,5 % — осіб інших рас |

До двох чи більше рас належало 2,1 %. Частка іспаномовних становила 2,3 % від усіх жителів.
За віковим діапазоном населення розподілялося таким чином: 30,8 % — особи молодші 18 років, 62,5 % — особи у віці 18—64 років, 6,7 % — особи у віці 65 років та старші. Медіана віку мешканця становила 30,4 року. На 100 осіб жіночої статі у місті припадало 89,9 чоловіків;  на 100 жінок у віці від 18 років та старших — 83,3 чоловіків також старших 18 років.
Середній дохід на одне домашнє господарство  становив 62 314 долари США (медіана — 58 487), а середній дохід на одну сім'ю — 69 885 доларів (медіана — 64 010). За межею бідності перебувало 10,9 % осіб, у тому числі 14,3 % дітей у віці до 18 років та 8,4 % осіб у віці 65 років та старших.
Цивільне працевлаштоване населення становило 1139 осіб. Основні галузі зайнятості: освіта, охорона здоров'я та соціальна допомога — 27,9 %, виробництво — 19,8 %, роздрібна торгівля — 9,3 %, фінанси, страхування та нерухомість — 7,3 %.